# João, Duque de Touraine
João, Delfim de França e Duque de Touraine (31 de agosto de 1398 — 5 de abril de 1417) foi o quarto menino e nono filho de Carlos VI de França e Isabel da Baviera. Nasceu em Paris. Depois de seus três irmãos mais velhos morrerem, se tornou Delfim em 1415. Em 1406 casou-se com Jaqueline, herdeira do Condado de Hainaut, Holanda, Zelândia e a Frísia. Após seu casamento com Jaqueline, foi criado no castelo de Le Quesnoy em Hainaut, na corte de sua sogra, Margarida de Borgonha. Este acordo foi feito entre seu pai e seu sogro para garantir sua segurança longe da tumultuada corte parisiense, assim como familiarizá-lo com as terras que iria governar como marido de Jaqueline após a morte de seu pai. Após a morte de seu irmão mais velho Luís em dezembro de 1415, se tornou o próximo Delfim de França.
Morreu em 5 de abril de 1417 com dezoito anos de idade. O que causou exatamente a sua morte é contestado. Segundo alguns, morreu das consequências de um abcesso na cabeça, enquanto outras fontes sugerem que ele tinha sido envenenado. Foi enterrado abadia de Compiègne em Saint-Corneille. Seu irmão mais novo Carlos tornou-se Delfim e eventualmente rei.